# Валаца (Новара)
Валаца је насеље у Италији у округу Новара, региону Пијемонт.
Према процени из 2011. у насељу је живело 26 становника. Насеље се налази на надморској висини од 225 м.